# Club Antonin Sportif (basket-ball)
Maillots
Le Club Antonin Sportif est un club libanais de basket-ball fondé en 1975 et basé à Baabda située à 10 kilomètres au sud-est de Beyrouth, capitale du pays. Le club est affilié au Collège des Pères Antonins à Hadeth.

## Histoire
Le Club Antonin Sportif perd deux finales de la coupe du Liban contre le Dynamo Lebanon Club en 2021 et en 2024 contre le Beirut Sports Club (55-72).
En mars 2024, le club perd la finale du tournoi international de Charjah contre le Sharjah Sports Club en finale.
Le 31 janvier 2025, l'équipe perd la finale de la coupe de la Fédération contre le Club Central Jounieh (78-96).

## Palmarès
| National                                                                                        | Tournois amicaux                                            |
| ----------------------------------------------------------------------------------------------- | ----------------------------------------------------------- |
| - Coupe du Liban (0) - Finaliste : 2021, 2024 - Coupe de la Fédération (0) : - Finaliste : 2025 | - Tournoi international de Charjah (0) : - Finaliste : 2024 |

### Anciens joueurs
- Jordan Davis
- Vernon Goodridge
- Rashad McCants
- Luis Montero
- Kevin Murphy
- Kerwin Roach
- LaQuinton Ross
- Roy Samaha
- Rasheim Wright